# Olympische Jugend-Winterspiele 2012/Teilnehmer (Montenegro)
| Gelbes Symbol für Goldmedaillen mit stilisierten Olympischen Ringen | Graues Symbol für Silbermedaillen mit stilisierten Olympischen Ringen | Braundes Symbol für Bronzemedaillen mit stilisierten Olympischen Ringen |
| ------------------------------------------------------------------- | --------------------------------------------------------------------- | ----------------------------------------------------------------------- |
| —                                                                   | —                                                                     | —                                                                       |

Montenegro nahm an den Olympischen Jugend-Winterspielen 2012 in Innsbruck mit einer Athletin in einer Sportart teil.

## Sportarten

### Ski Alpin
| Athleten         | Wettbewerb   | Durchgang 1 | Durchgang 2 | Gesamt      | Gesamt |
| Athleten         | Wettbewerb   | Zeit        | Zeit        | Zeit        | Rang   |
| ---------------- | ------------ | ----------- | ----------- | ----------- | ------ |
| Mädchen          |              |             |             |             |        |
| Milena Radojičić | Riesenslalom | 1:12,80 min | 1:10,99 min | 2:23,79 min | 41     |
| Milena Radojičić | Slalom       | 49,46 s     | 45,00 s     | 1:34,46 min | 19     |